# English Football League Cup 2024-2025
La English Football League Cup 2024-2025, conosciuta anche con il nome di Carabao Cup per motivi di sponsorizzazione, è stata la 65ª edizione del terzo torneo calcistico più importante del calcio inglese, la 59ª in finale unica. La manifestazione è iniziata il 13 agosto 2024 e si è conclusa il 16 marzo 2025 a Wembley, dove ha trionfato per la prima volta nella sua storia il Newcastle Utd, che ha battuto con il punteggio di 2-1 il Liverpool.

## Formula
La EFL Cup è aperta alle 20 squadre di Premier League e a tutte le 72 squadre della English Football League; il torneo è suddiviso in sette turni, così da avere 32 squadre al termine del terzo turno. Le squadre che partecipano alle competizioni europee vengono sorteggiate solamente dal terzo turno, mentre le restanti squadre di Premier League entrano al secondo turno.
Ogni turno della EFL Cup è composto da scontri ad eliminazione diretta, ad esclusione delle semifinali che si compongono di due match dove la squadra con il miglior risultato combinato accede in finale. Se uno scontro termina in parità, escludendo la finale, vengono disputati i calci di rigore senza effettuare i tempi supplementari.
La squadra che viene sorteggiata per prima ottiene il vantaggio del campo, mentre la finale viene disputata in campo neutro.
La vincitrice del torneo accede in UEFA Europa Conference League; se però la vincente risulta successivamente qualificata in Champions League o Europa League, il posto sarà assegnato alla squadra di Premier League meglio classificata al di fuori dei piazzamenti per le coppe europee.
|                              | Squadre che entrano in questo turno                                                                                           | Squadre qualificate dal turno precedente    |
| ---------------------------- | --- | ------------------------------------------- |
| Primo turno (70 squadre)     | - 24 squadre dalla Football League Two - 24 squadre dalla Football League One - 22 squadre dalla Football League Championship |                                             |
| Secondo turno (50 squadre)   | - 2 squadre dalla Football League Championship - 13 squadre dalla Premier League (non partecipanti alle competizioni europee) | - 35 squadre vincitrici del primo turno     |
| Terzo turno (32 squadre)     | - 7 squadre dalla Premier League (partecipanti alle competizioni europee)                                                     | - 25 squadre vincitrici del secondo turno   |
| Quarto turno (16 squadre)    | | - 16 squadre vincitrici del terzo turno     |
| Quarti di finale (8 squadre) | | - 8 squadre vincitrici del quarto turno     |
| Semifinali (4 squadre)       | | - 4 squadre vincitrici dei quarti di finale |
| Finale (2 squadre)           | | - 2 squadre vincitrici delle semifinali     |

## Primo turno
Il sorteggio del primo turno è stato effettuato il 27 giugno 2024.
Al primo turno prendono parte 70 delle 72 squadre del sistema della Football League (tutti i 24 club della Football League Two, tutti i 24 club della Football League One e 22 club della Football League Championship) divise su base geografica nelle sezioni "nord" e "sud".
Il numero tra parentesi indica il livello del campionato di appartenenza.

### Northern section
| Squadra 1             | Risultato       | Squadra 2              |
| --------------------- | --------------- | ---------------------- |
| 13 agosto 2024        |                 |                        |
| Carlisle Utd (4)      | 0 - 2           | Stoke City (2)         |
| Stockport County (3)  | 1 - 6           | Blackburn Rovers (2)   |
| Barrow (4)            | 3 - 2           | Port Vale (4)          |
| Bolton (3)            | 1 - 1 (5-4 dtr) | Mansfield Town (3)     |
| Burton Albion (3)     | 0 - 4           | Blackpool (3)          |
| Derby County (2)      | 2 - 1           | Chesterfield (4)       |
| Fleetwood Town (4)    | 2 - 1           | West Bromwich (2)      |
| Grimsby Town (4)      | 1 - 1 (9-8 dtr) | Bradford City (4)      |
| Huddersfield Town (3) | 3 - 0           | Morecambe (4)          |
| Lincoln City (3)      | 1 - 2           | Harrogate Town (4)     |
| Preston N.E. (2)      | 2 - 0           | Sunderland (2)         |
| Rotherham Utd (3)     | 2 - 1           | Crewe Alexandra (4)    |
| Salford City (4)      | 0 - 2           | Doncaster (4)          |
| Shrewsbury Town (3)   | 3 - 3 (4-3 dtr) | Notts County (4)       |
| Tranmere (4)          | 3 - 0           | Accrington Stanley (4) |
| Wigan (3)             | 1 - 1 (2-4 dtr) | Barnsley (3)           |
| Sheffield Utd (2)     | 4 - 2           | Wrexham (3)            |
| 14 agosto 2024        |                 |                        |
| Hull City (2)         | 1 - 2           | Sheffield Weds (2)     |
| Leeds Utd (2)         | 0 - 3           | Middlesbrough (2)      |

### Southern section
| Squadra 1            | Risultato       | Squadra 2            |
| -------------------- | --------------- | -------------------- |
| 13 agosto 2024       |                 |                      |
| Leyton Orient (3)    | 4 - 1           | Newport County (4)   |
| Bristol City (2)     | 0 - 1           | Coventry City (2)    |
| Bromley (4)          | 1 - 2           | AFC Wimbledon (4)    |
| Cambridge Utd (3)    | 1 - 2           | QPR (2)              |
| Cardiff City (2)     | 2 - 0           | Bristol Rovers (3)   |
| Charlton (3)         | 0 - 1           | Birmingham City (3)  |
| Colchester Utd (4)   | 2 - 2 (4-3 dtr) | Reading (3)          |
| Crawley Town (3)     | 4 - 2           | Swindon Town (4)     |
| Northampton Town (3) | 0 - 2           | Wycombe (3)          |
| Norwich City (2)     | 4 - 3           | Stevenage (3)        |
| Oxford Utd (2)       | 2 - 0           | Peterborough Utd (3) |
| Portsmouth (2)       | 0 - 1           | Millwall (2)         |
| Swansea City (2)     | 3 - 1           | Gillingham (4)       |
| Walsall (4)          | 1 - 1 (4-3 dtr) | Exeter City (3)      |
| Watford (2)          | 5 - 0           | MK Dons (4)          |
| 14 agosto 2024       |                 |                      |
| Plymouth (2)         | 3 - 0           | Cheltenham Town (4)  |

## Secondo turno
Il sorteggio del secondo turno è stato effettuato il 14 agosto 2024 a seguito dell'ultima gara del primo turno a Elland Road.
Alle 35 squadre vincenti del primo turno si sono aggiunti i 13 club della Premier League non coinvolti nelle competizioni europee e 2 club della Football League Championship. Anche gli abbinamenti del secondo turno sono stati suddivisi su base geografica, nelle sezioni "nord" e "sud".

### Northern section
| Squadra 1             | Risultato       | Squadra 2             |
| --------------------- | --------------- | --------------------- |
| 27 agosto 2024        |                 |                       |
| Grimsby Town (4)      | 1 - 5           | Sheffield Weds (2)    |
| Everton (1)           | 3 - 0           | Doncaster (4)         |
| Blackburn Rovers (2)  | 1 - 2           | Blackpool (3)         |
| Fleetwood Town (4)    | 2 - 1           | Rotherham Utd (3)     |
| Shrewsbury Town (3)   | 0 - 2           | Bolton (3)            |
| Barrow (4)            | 0 - 0 (3-2 dtr) | Derby County (2)      |
| Leicester City (1)    | 4 - 0           | Tranmere (4)          |
| Middlesbrough (2)     | 0 - 5           | Stoke City (2)        |
| Barnsley (3)          | 1 - 0           | Sheffield Utd (2)     |
| Harrogate Town (4)    | 0 - 5           | Preston N.E. (2)      |
| Walsall (4)           | 3 - 2           | Huddersfield Town (3) |
| 28 agosto 2024        |                 |                       |
| Wolverhampton (1)     | 2 - 0           | Burnley (2)           |
| Nottingham Forest (1) | 1 - 1 (3-4 dtr) | Newcastle Utd (1)     |

### Southern section
| Squadra 1           | Risultato       | Squadra 2         |
| ------------------- | --------------- | ----------------- |
| 27 agosto 2024      |                 |                   |
| Coventry City (2)   | 1 - 0           | Oxford Utd (2)    |
| Birmingham City (3) | 0 - 2           | Fulham (1)        |
| Watford (2)         | 2 - 0           | Plymouth (2)      |
| QPR (2)             | 1 - 1 (4-1 dtr) | Luton Town (2)    |
| Brighton (1)        | 4 - 0           | Crawley Town (3)  |
| Crystal Palace (1)  | 4 - 0           | Norwich City (2)  |
| Millwall (2)        | 0 - 1           | Leyton Orient (3) |
| 28 agosto 2024      |                 |                   |
| AFC Wimbledon (4)   | 2 - 2 (4-2 dtr) | Ipswich Town (1)  |
| Cardiff City (2)    | 3 - 5           | Southampton (1)   |
| Colchester Utd (4)  | 0 - 1           | Brentford (1)     |
| Swansea City (2)    | 0 - 1           | Wycombe (3)       |
| West Ham Utd (1)    | 1 - 0           | Bournemouth (1)   |

## Terzo turno
Alle 25 squadre vincenti del secondo turno si aggiungeranno i 7 club della Premier League coinvolti nelle competizioni europee.
| Squadra 1           | Risultato         | Squadra 2          |
| ------------------- | ----------------- | ------------------ |
| 17 settembre 2024   |                   |                    |
| Stoke City (2)      | 1 - 1 (2-1 dtr)   | Fleetwood Town (4) |
| Blackpool (3)       | 0 - 1             | Sheffield Weds (2) |
| Brentford (1)       | 3 - 1             | Leyton Orient (3)  |
| Everton (1)         | 1 - 1 (5-6 dtr)   | Southampton (1)    |
| Preston N.E. (2)    | 1 - 1 (16-15 dtr) | Fulham (1)         |
| QPR (2)             | 1 - 2             | Crystal Palace (1) |
| Manchester Utd (1)  | 7 - 0             | Barnsley (3)       |
| 18 settembre 2024   |                   |                    |
| Brighton (1)        | 3 - 2             | Wolverhampton (1)  |
| Coventry City (2)   | 1 - 2             | Tottenham (1)      |
| 24 settembre 2024   |                   |                    |
| Chelsea (1)         | 5 - 0             | Barrow (4)         |
| Manchester City (1) | 2 - 1             | Watford (2)        |
| Walsall (4)         | 0 - 0 (0-3 dtr)   | Leicester City (1) |
| Wycombe (3)         | 1 - 2             | Aston Villa (1)    |
| 25 settembre 2024   |                   |                    |
| Arsenal (1)         | 5 - 1             | Bolton (3)         |
| Liverpool (1)       | 5 - 1             | West Ham Utd (1)   |
| 1 ottobre 2024      |                   |                    |
| AFC Wimbledon (4)   | 0 - 1             | Newcastle Utd (1)  |

## Quarto turno
| Squadra 1          | Risultato       | Squadra 2           |
| ------------------ | --------------- | ------------------- |
| 29 ottobre 2024    |                 |                     |
| Brentford (1)      | 1 - 1 (5-4 dtr) | Sheffield Weds (2)  |
| Southampton (1)    | 3 - 2           | Stoke City (2)      |
| 30 ottobre 2024    |                 |                     |
| Tottenham (1)      | 2 - 1           | Manchester City (1) |
| Newcastle Utd (1)  | 2 - 0           | Chelsea (1)         |
| Manchester Utd (1) | 5 - 2           | Leicester City (1)  |
| Brighton (1)       | 2 - 3           | Liverpool (1)       |
| Preston N.E. (2)   | 0 - 3           | Arsenal (1)         |
| Aston Villa (1)    | 1 - 2           | Crystal Palace (1)  |

## Quarti di finale
| Squadra 1        | Risultato | Squadra 2      |
| ---------------- | --------- | -------------- |
| 18 dicembre 2024 |           |                |
| Arsenal          | 3 - 2     | Crystal Palace |
| Newcastle Utd    | 3 - 1     | Brentford      |
| Southampton      | 1 - 2     | Liverpool      |
| 19 dicembre 2024 |           |                |
| Tottenham        | 4 - 3     | Manchester Utd |

## Semifinali
Il sorteggio delle semifinali si è svolto il 19 dicembre 2024 a seguito delle ultime gare dei quarti di finale.
Partecipano a questo turno le 4 squadre vincitrici dei quarti di finale.
| Squadra 1 | Totale | Squadra 2     | Andata           | Ritorno           |
| --------- | ------ | ------------- | ---------------- | ----------------- |
|           |        |               | 7-8 gennaio 2025 | 5-6 febbraio 2025 |
| Tottenham | 1 - 4  | Liverpool     | 1 - 0            | 0 - 4             |
| Arsenal   | 0 - 4  | Newcastle Utd | 0 - 2            | 0 - 2             |

## Finale
| Arbitro: | Brooks |

|              |           |                   |
| Chiesa 90+4’ | Marcatori | 45’ Burn 52’ Isak |